# Biserica romano-catolică din Chinteni
Biserica romano-catolică „A Tuturor Sfinților” este un monument istoric aflat pe teritoriul satului Chinteni, comuna Chinteni, județul Cluj.

## Localitatea
Chinteni (mai demult Chintău, în maghiară Kajántó) este satul de reședință al comunei cu același nume din județul Cluj, Transilvania, România. Satul a fost atestat documentar, prima oară, în anul 1263, sub denumirea de Kayanthov.

## Biserica
Încă din 1280 a fost listată drept proprietatea abației din Cluj, așa că este aproape sigur că exista și o biserică. Acest lucru este confirmat și de tradiția că, în timpul invaziei tătarilor, oamenii s-au refugiat în biserica fortificată, dar invadatorii au reușit să pătrundă în biserică și au ucis locuitorii. 
În 1437 este menționat Dominic, preotul bisericii Tuturor Sfinților. Nava de la începutul secolului al XIII-lea și-a păstrat trăsăturile romanice, în timp ce sanctuarul era construit în stil gotic. După Reforma Protestantă populația a fost de confesiune unitariană, iar apoi reformată. Biserica a aparținut reformaților până în 1769. 
Biserica medievală a fost recuperată de catolici în 1769, iar reformații și-au construit o biserică nouă, pentru care au primit un ajutor financiar în timpul împăratului Iosif al II-lea.
Ultima renovare a bisericii catolice fost realizată în anul 1978.

## Imagini din exterior

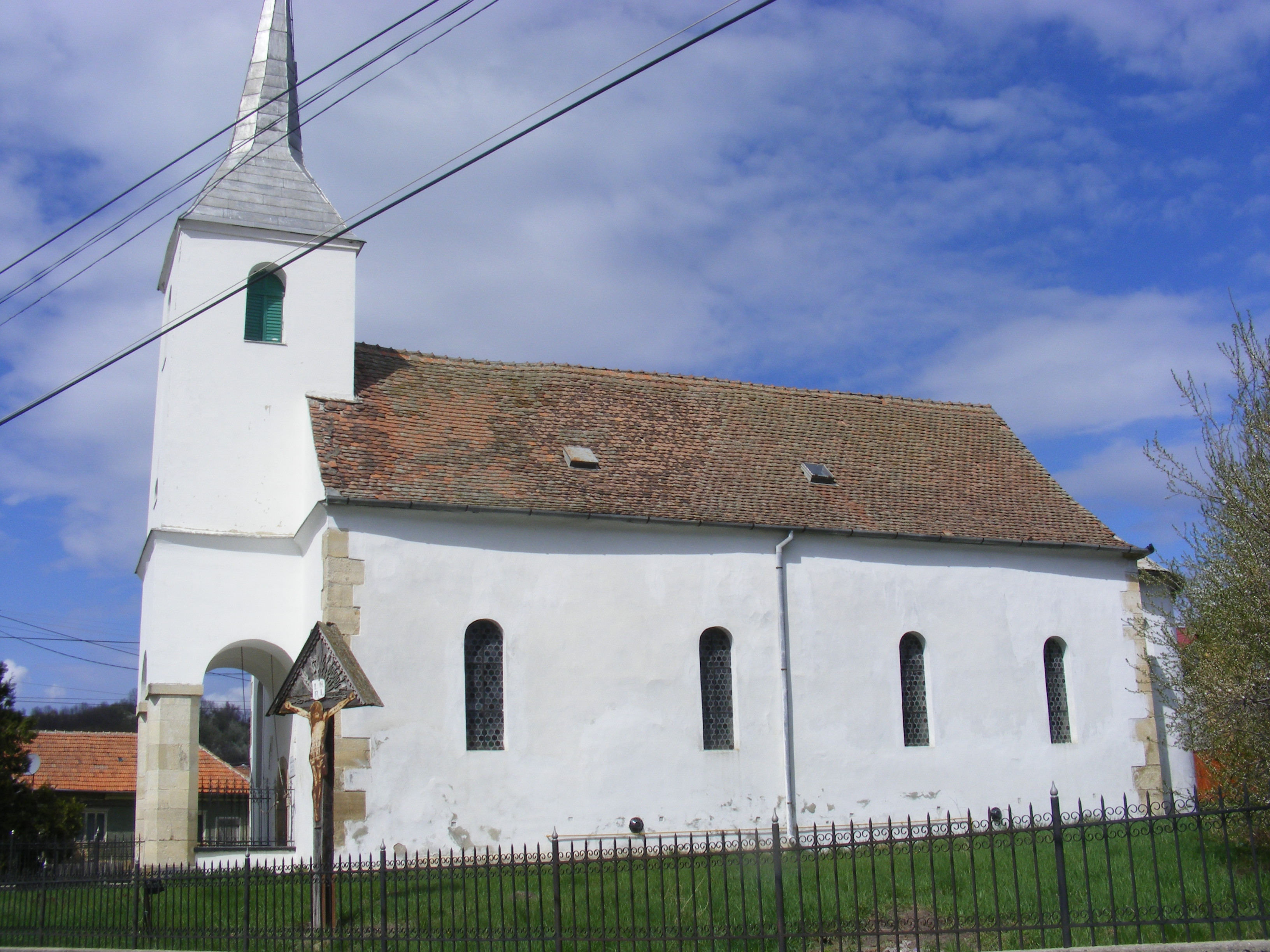
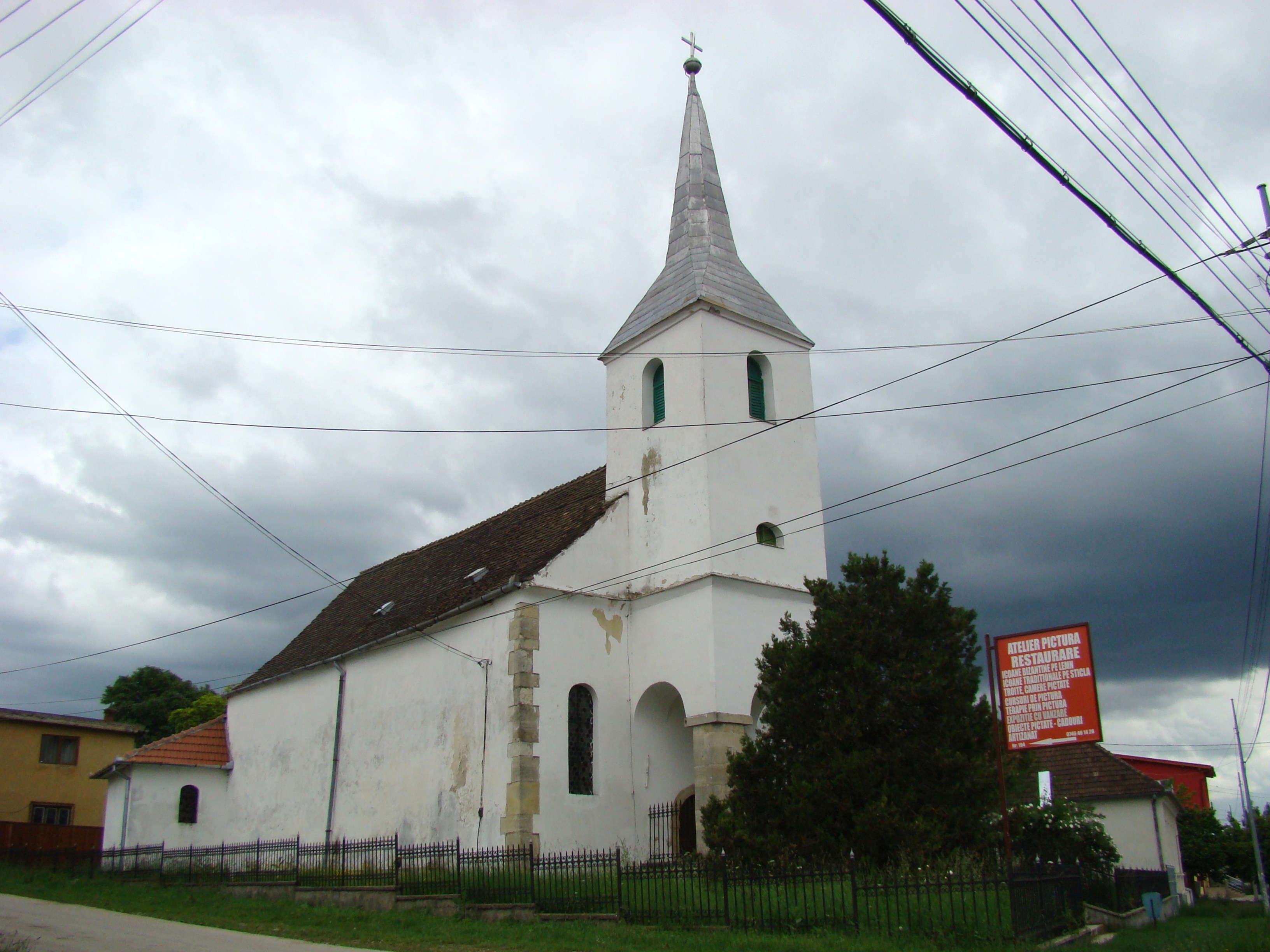
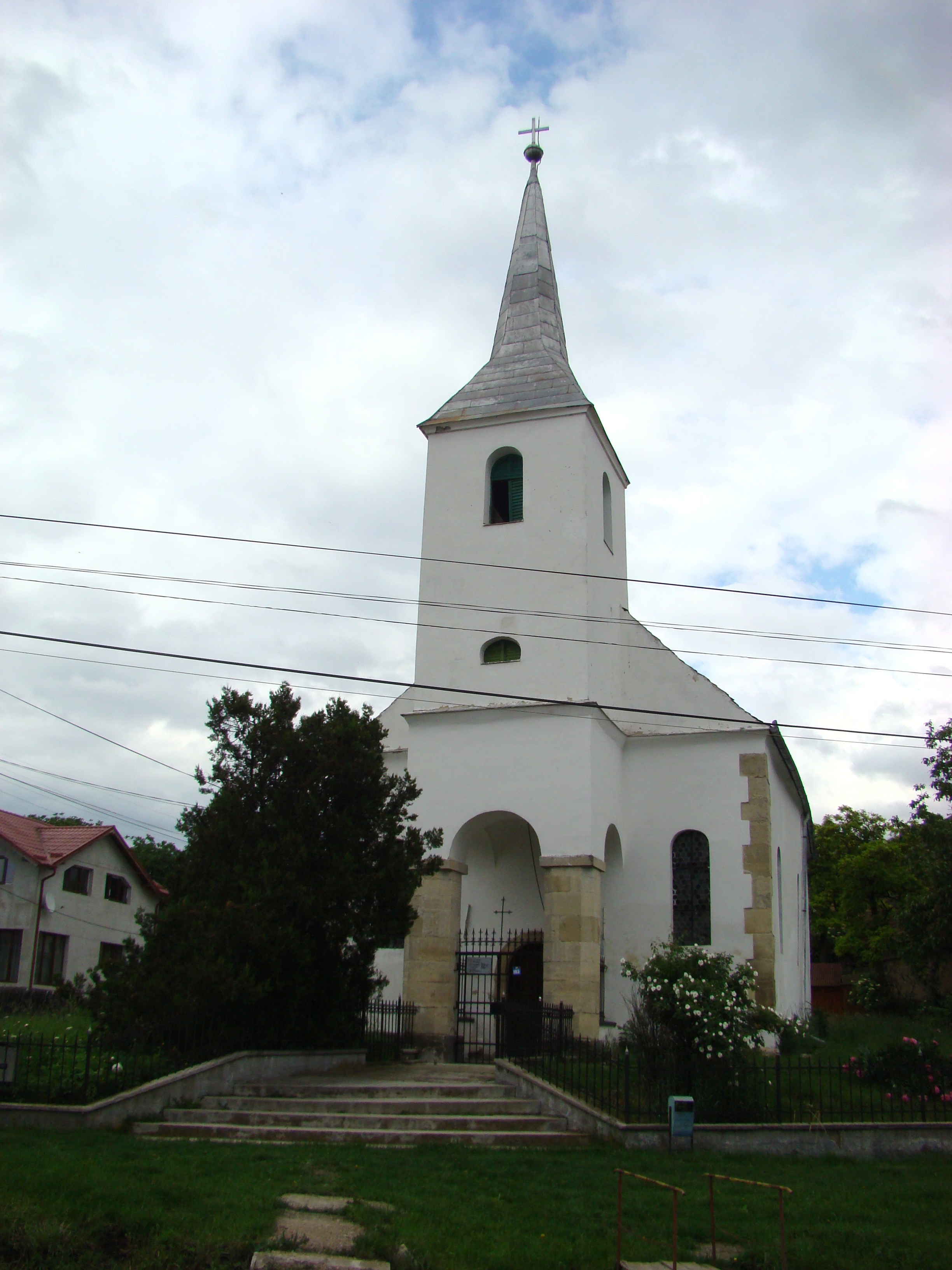
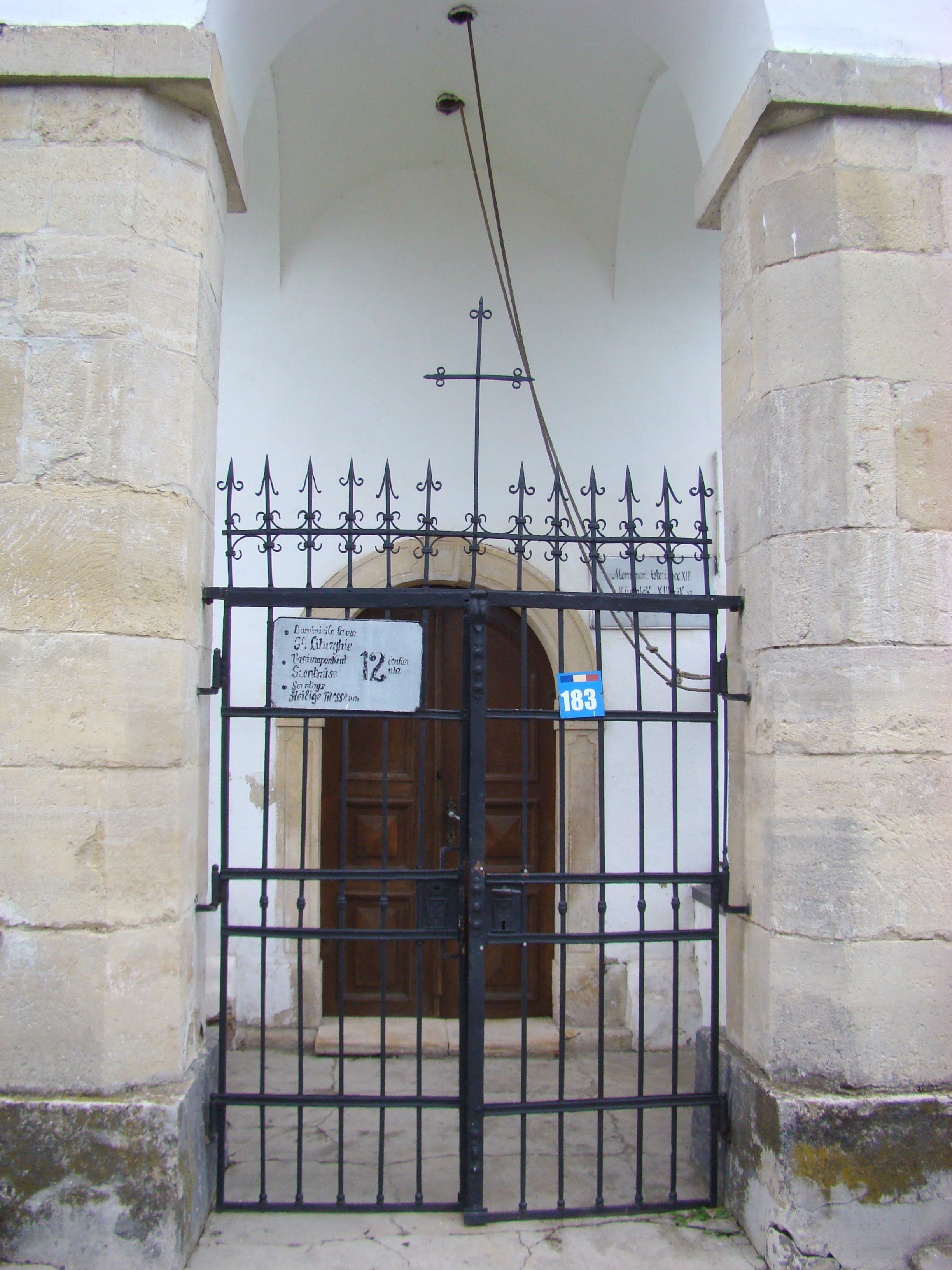
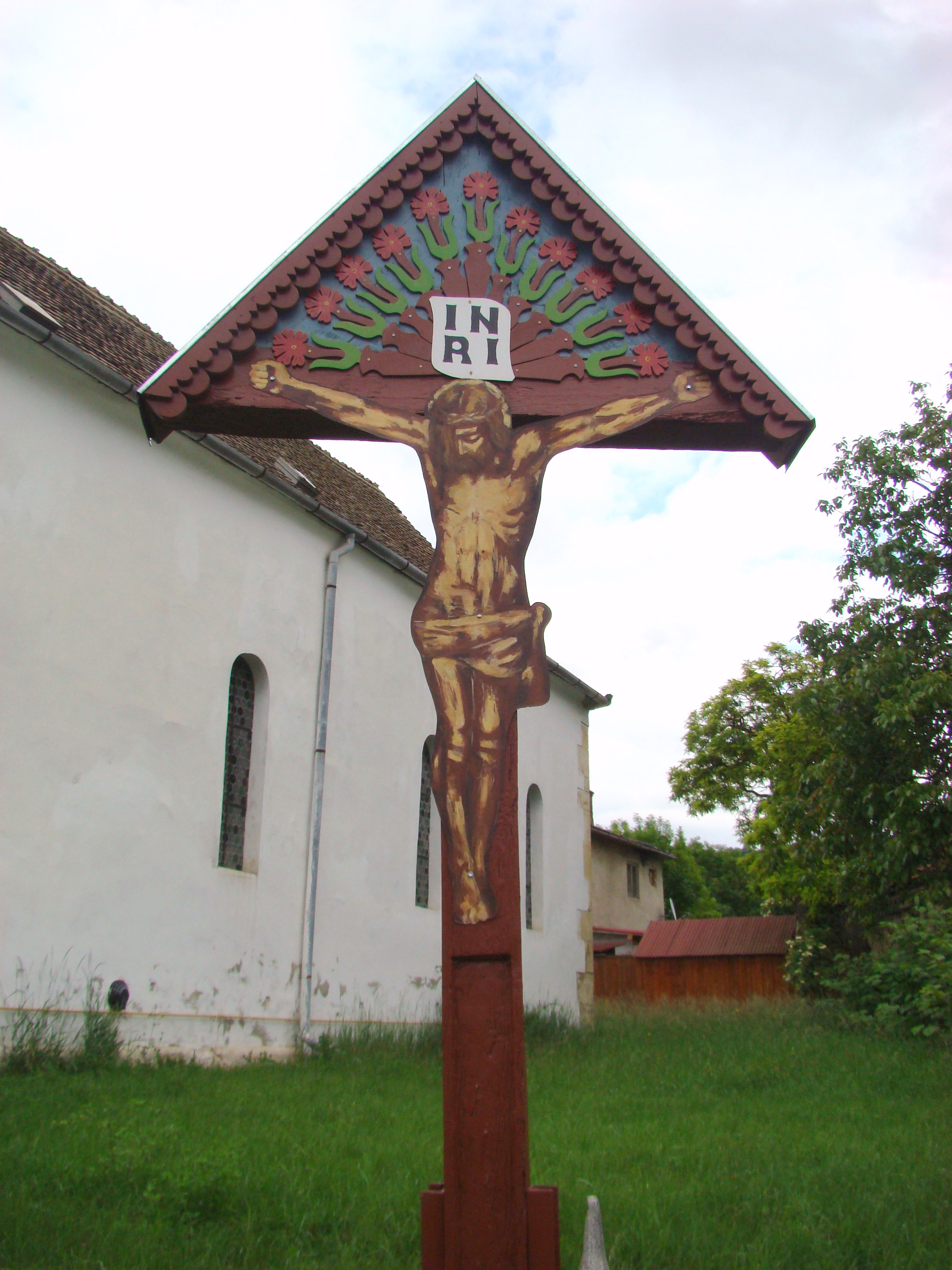
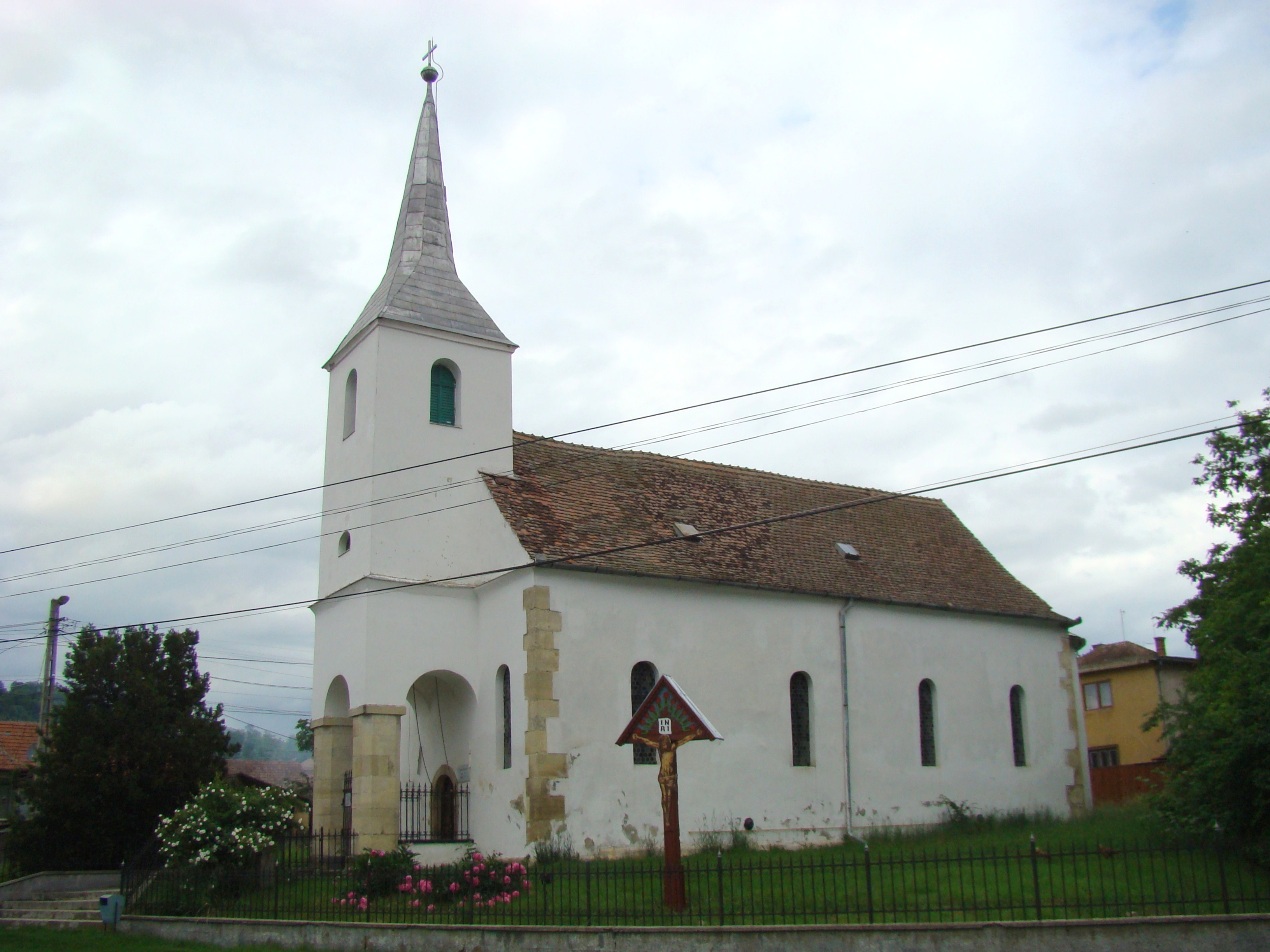

## Vezi și
- Chinteni, Cluj